# 오우치 문화
오우치 문화(일본어: 大内文化)는 일본 무로마치 시대(室町時代) 야마구치(山口)를 중심으로 번성했던 문화권을 가리키는 용어이다.
이 지역을 지배했던 오우치 씨(大内氏) 집안의 제9대 당주 오우치 히로요(大内弘世, 1325년-1380년)가 교토를 모방한 도시 조성을 실시한 것을 시초로 하며 이후 제14대 오우치 마사히로(1446년- 1495년)가 문화를 장려하여, 제16대 오우치 요시타카(大內義隆, 1507년-1551년)가 다이네이지의 변(大寧寺 - 變)으로 사망할 때까지 오우치 씨 당주들의 후원을 받으며 야마구치를 찾은 문화인들이 그 주요 담당자가 되어 기존의 기타야마 문화(北山文化)·히가시야마 문화(東山文化)에 대륙 문화를 가미한 독자 문화가 융성했다.

## 개요

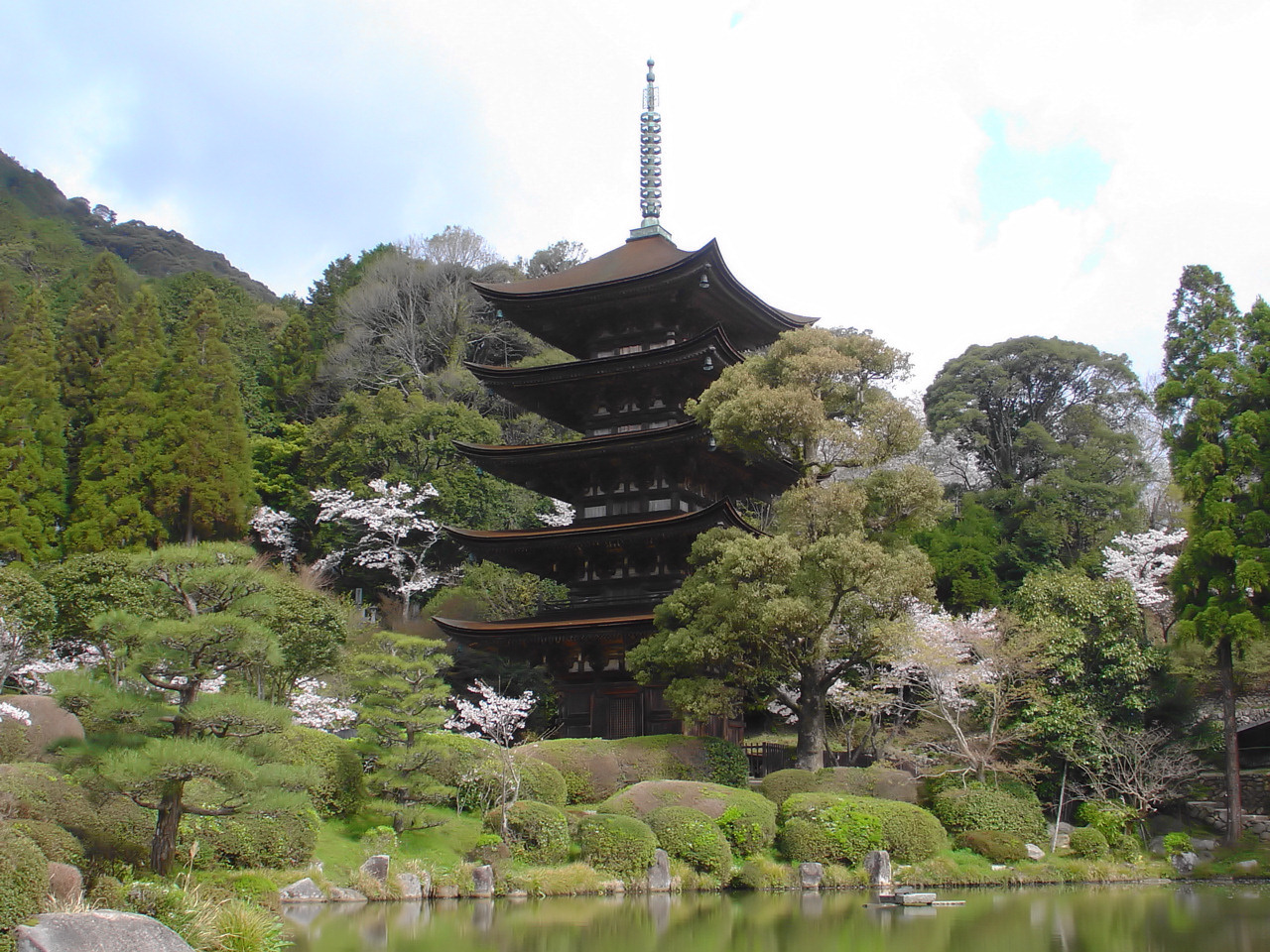
오우치 문화를 대표하는 건축물의 하나인 유리광사(瑠璃光寺)의 오중탑

남조(南朝)에서 북조(北朝)로 전향하여 스오(周防), 나가토(長門) 두 구니를 통일한 오우치 히로요는 2대 쇼군(將軍) 아시카가 요시아키라(足利義詮)을 알현하고자 1363년 교토를 방문했는데, 이때 교토와 야마구치가 서로 지형이 흡사한 점에서 야마구치를 '서쪽의 교토(西の京)'로서 교토풍의 조방제를 도입하여 대로(大路)와 소로(小路)를 갖춘 시가지를 정비하도록 명하는 동시에 여러 곳에서 문화인들을 불러 모았다.
무로마치 중기 이래 오우치 씨가 일본 제일의 경제 기반을 가지고 있었던 점에서 그 재력에 의지한 문화인이나 구게(公家)가 전란으로 황폐해진 교토를 떠나 대거 야마우치로 이동하면서, 야마구치는 교토 못지 않은 번영을 누렸다. 또한 오우치는 동아시아 각국(명나라나 조선, 류큐 등)과도 교역과 교류가 활발했기에 이들 나라의 문화를 가미한 독자적인 오우치 문화가 발전하게 된다.
이처럼 외국의 문화를 수입해 한층 독자적으로 발전시킨 오우치 문화의 특징에 대해 일본 현지의 야마구치 시에서는 '선진성·선견성·관용성·독자성·국제성을 볼 수 있다고 표현하고 있다.
당시의 야마구치의 번영한 모습을 일본에 온 예수회 선교사 루이스 프로이스나 프란치스코 하비에르의 기술에서도 볼 수 있지만, 이러한 오우치 문화의 유산들은 대부분 무로마치 말기의 전란으로 소실되고, 현재는 유리광사(瑠璃光寺) 5중탑이나 상영사(常栄寺) 설주정(雪舟庭) 등의 건축물들이 오우치 문화의 상징으로서 남아있다.
덧붙여 오우치 씨 시대의 야마구치는, 1551년에 오우치 요시타카가 프란시스코 하비에르의 체류나 기독교 전도를 허락했기 때문에, 일본 최초의 교회 다이도지(大道寺)에서 크리스마스 행사가 이루어지는 등 서양 문화도 유입되고 있었다.

## 오우치 문화를 지지한 경제 기반
오우치씨는 광대한 영토를 지배하고 있었음에도 수확량 자체가 그렇게 두드러지는 정도는 아니었다. 그러나 상업 도시였던 하카타(博多) · 미나토 정(港町) 모지(門司)의 지배나 하카타 상인들에 의한 무역이나 은광 개발을 통한 이익은 막대한 것으로 그 경제력은 여러 다이묘들 가운데 가장 뛰어난 것이었다.
오우치 씨는 당시 조선과 명의 해안을 약탈하는 왜구의 단속을 통해 명이나 조선과의 사무역(당시의 조선과 일본 사이의 무역을 중개하던 쓰시마 섬의 소 씨 집안을 거치지 않은 직접 독자적인 무역)을 통한 이익도 얻고 있었지만, 후기에는 「일본국왕지인」(日本国王之印, 모리 박물관 소장)이라는 통신부(通信符)를 이용한 대외 무역도 실시하게 된다. 즉 성화의 감합(1468년), 정덕의 감합(1523년)을 손에 넣어 감합무역을 독점한 호소카와 씨와의 경쟁으로(영파의 난 등) 무역 독점권을 손에 넣는다. 또한 선진 채취 기술로 이와이 은광의 은 산출량을 비약적으로 늘려 그 양은 세계의 3분의 1을 차지하는 것으로까지 여겨졌다.
감합무역의 주요 수출품과 수입품
- 수출품 - 유황 · 은 · 구리 등의 광물, 칠기, 부채, 도검, 병풍, 벼루
- 수입품 - 명의 화폐(영락통보永樂通寶), 생사, 견직물, 서적, 도자기

오우치 씨는 주력 수출품을 영내에서 확보하고자 애썼다. 광물은 이와미의 오모리 긴잔(大森銀山)·사토 긴잔(佐東銀山) 등의 은광과 나가즈미 도잔(長登銅山) 등의 구리 광산을 가지고 있었다. 데라오(寺尾) 광산 등에 남은 옛 정련소 터에서 정제 기술을 개발해 산출을 늘리려 애쓴 모습을 엿볼 수 있다.
또한 칠기(漆器), 벼루, 쓰바(鍔) 등의 기술자를 보호하고 장려하며 문화인을 불러 비호한 것은 보다 질 높은 수출품을 산출하여 많은 수입품을 손에 넣는 것으로 이어졌다. 오우치 씨가 비록 문치에 심취하여 쇠퇴하긴 했지만, 문화의 장려가 무역을 통해 오우치 씨의 이익으로 환원되는 합리적 시스템으로 자리잡아 있었던 것이다.
또한 오우치 씨는 1346년경부터 대부분을 수입에 의존하던 견직물의 국내 생산에도 힘을 쏟아 비단 보급이나 훗날의 사이진시키(西陣織)나 하카타시키(博多織) 같은 견직물 생산에도 큰 영향을 주었다.

## 총포 전래
다네가시마 총(種子島銃)이라 불리는 총포가 일본에 전래하기 전에 야마구치에는 이미 명과의 교역을 통해 조총(鳥銃)이라 불리는 화승총이 전래해 있었다. 하지만 오우치 씨는 총의 양산보다는 수출품의 생산에 주력하고 있었기에 보급은 이루어지지 않았다.

## 주요 유적
- 유리광사(瑠璃光寺) 5층탑 - 일본의 국보이자 3대 명탑의 하나이다.
- 후루쿠마 신사(古熊神社) 본전(本殿) - 일본의 국가중요문화재이다.
- 야마구치 야사카 신사(山口八坂神社) 본전 - 일본의 국가중요문화재이다.
- 상영사 설주정 - 일본의 국가사적 및 명승이다.
- 료후쿠지(龍福寺) - 다이네이지의 난으로 소실되어 현재는 다른 장소에 다시 지어진 것이다.
- 하나오카 하치만궁(花岡八幡宮) 알가정방(閼伽井坊) 다보탑 - 일본의 국가중요문화재이다.
- 능운사터(凌雲寺跡) - 국가사적
- 오우치지노 타테(大内氏館) - 오우치 히로요의 거점이다. 다이네이지의 난으로 소실되고 터의 일부는 지금의 료후쿠지 부지에 들었다.
- 지쿠잔노 타테(築山館) - 오우치 히로요 이래의 거점. 다이네이지의 난으로 소실되고 터의 일부는 야사카 신사와 지쿠잔 신사(築山神社) 부지가 되었다.
- 다이도지(大道寺) - 일본 최초의 기독교 교회로 지금의 성(聖) 자비에르 기념공원 자리이다.
- 야마구치 대신궁(山口大神宮) - 오우치 요시오키(大内義興)의 권청으로 이세 신궁(伊勢神宮)에서 분령(分靈)된 신을 모신 신궁(메이지 이전에 이세 신궁으로부터 직접 분령된 유일한 신궁이다)
- 하코자키궁(筥崎宮) 본전 - 야마구치는 아니지만 오우치 요시타카에 의해 재건되어 건축 양식에 그 영향이 남아있다(일본의 중요문화재).
- 우사 신궁(宇佐神宮) - 오우치 모리하루(大内盛見)에 의해 세워졌으나 오토모 소린(大友宗麟)의 공격으로 소실되었다.
- 다테고지(竪小路) - 도시 구획의 흔적이 남아있다.

## 오우치판(大内版)
야마구치에서는 오우치판이라 불리는 출판 사업이 활발하게 이루어졌다. 교토의 전란을 피해 가도(歌道) · 유직(有職) · 아악 · 영곡(郢曲) · 소조쿠(装束) · 유학(儒學) 등을 배우기 위해서 찾아오는 승려, 학자, 구게들이 많았다.
그러나 번역본 출판이나 명과 조선에서 수입한 책을 파는 가라혼야(唐本屋) 같은 책방도 존재하고 있던 것, 또 명으로 가는 견명선(遣明船)이나 사무역이 활발하게 이루어져 해외에서 이주해 오는 사람도 많았고, 국제색도 풍부하여 교토풍 문화와는 다른 면도 볼 수 있다. 오우치씨의 저택이었던 오우치지노타테에는 야마구치도노 중문고(山口殿中文庫), 오우치 문고라고도 불리는 서고가 있어 국내외의 서적이 모였다.
- 《장승법수(蔵乗法数)》 - 오우치 모리미
- 《습새화가집(拾塵和歌集)》- 오우치 마사히로
- 《취분운략(聚分韻略)》 - 오우치 마사히로
- 《오우치 문답(大内問答)》 - 오우치 요시오키
- 오우치본(大内版)《삼중운(三重韻)》 - 오오우치 요시타카
- 《법련화경(法蓮華経)》판목 - 히카미 산 고류지(氷上山興隆寺)

## 주요 방문자
- 셋슈(雪舟) - 수묵화가
- 소지(宗祇) - 렌카(連歌) 시인
- 사쿠겐 쥬류(策彦周良) - 승려
- 조질(趙秩) - 명나라 사람
- 곤바루 젠치쿠(金春禅竹)[12](노能의 작가)
- 이나와시로 겐사이(猪苗代兼載) - 렌카 시인
- 소세키(宗碩) - 렌카 시인
- 우에스기 노리자네(上杉憲実)[13] - 간토 간레이(關東管領)
- 아시카가 요시타네(足利義稙) - 제10대 세이이다이쇼군(征夷大将軍)
- 산조 기미아쓰(三条公敦) - 구게, 사다이진(右大臣)
- 아스카이 마사토시(飛鳥井雅俊) - 구게, 곤노다이나곤(権大納言)
- 프란치스코 하비에르 - 예수회 출신 기독교 선교사

## 오우치 문화의 종언
오우치 요시타카는 이즈모 원정(1542년)이 실패한 뒤 무단파를 멀리하고 문치파의 사가라 다케토(相良武任) 등을 중용하여 구게 등 문화인에 대한 지출은 늘어났지만 그에 따른 영지의 과세는 늘어나 가신들이나 고쿠진들의 불만이 높아지고 있었다. 결국 오우치 씨의 쇠락을 두려워한 중신 스에 다카후사(陶隆房)나 나이토 오키모리(内藤興盛) 등의 유력 슈고다이들이 일으킨 다이네이지의 변(1551년)으로 오우치 요시타카는 죽고, 야마구치에 체재하던 구게들도 쫓겨나면서 오우치 씨의 주도로 이룩된 오우치 문화도 쇠락한다. 그 후, 스기 쥬스케(杉重輔)의 반란이나 오우치 데루히로(大内輝弘)의 난 등으로 야마구치는 불타버렸고. 간신히 전란을 피한 고쿠세이지(国清寺, 지금의 도슌지洞春寺) 등의 문화재는 모리 데루모토에 의해 오미의 온죠지(園城寺)에 기부 되는 등 모리 씨의 정치 공작에 이용되어 흩어지고 말았다.

## 같이 보기
- 무로마치 시대
- 오우치 요시타카
- 기타야마 문화
- 히가시야마 문화